# Victory Tour
Die Victory Tour war eine Tournee der Band The Jacksons. Sie begann am 6. Juli 1984 im Arrowhead Stadium in Kansas City (USA) und endete am 9. Dezember desselben Jahres im Dodger Stadium in Los Angeles. Erstmals seit 1975 trat auch Jermaine Jackson wieder mit seinen Brüdern auf, nachdem er aus der Band ausgetreten, aber 1984 wieder beigetreten war. Die 55 Konzerte (47 in den Vereinigten Staaten, 8 in Kanada) wurden von über zwei Millionen Menschen besucht, und mit einem Gewinn von 75 Millionen US-$ entwickelte sich die Victory-Tour zur erfolgreichsten Tour bis dahin. Die Tour zeichnete sich durch die heute bekannten Markenzeichen Michael Jacksons aus: Glitzerhandschuh- und socken sowie den Moonwalk und den Sidewalk. Ursprünglich waren nur 40 Konzerte geplant, doch wurden später weitere 15 angehängt.

## Vorgeschichte und Tour
Nach seinem äußerst erfolgreichen Album Thriller befand sich Michael Jackson auf dem Höhepunkt seiner Karriere und wollte ursprünglich eine Solo-Tournee starten. Allerdings bat ihn seine Mutter, Katherine Jackson, eine letzte Tour gemeinsam mit seinen Brüdern zu starten, welche durch den kometenhaften Erfolg Michaels musikalisch bedeutungslos geworden waren. Michael Jackson nahm kommerzielle Einbußen in Kauf und stimmte diesem Vorschlag nach einigen Diskussionen letztendlich zu.
Am 5. Juli 1984, einen Tag vor Beginn der Konzerte, kündigte Michael Jackson in einer Pressekonferenz an, dass er die gesamten Einnahmen, die er an der Tour verdienen würde, spenden werde.

„Für mich war es das, worum es bei der ‚Victory-Tour‘ ging – etwas zurückgeben.“

Am Ende kamen so über 5 Millionen US-Dollar zusammen, die allesamt für wohltätige Zwecke gespendet wurden.
Während des Lieds „Shake Your Body (Down The Ground)“ beim Abschlusskonzert im Dodger Stadium in Los Angeles kündigte Michael Jackson seinen Austritt aus der Band „The Jacksons“ an. Dies geschah unangekündigt und war weder mit seinen Brüdern noch mit seinem Management abgesprochen worden, war allerdings in Betrachtung der vorangegangenen Geschehnisse absehbar gewesen. Nicht nur dass die Band seinen Erfolg als Solo-Künstler bremste, auch das Verhältnis zwischen Michael Jackson und seinen Brüdern war während der gesamten Tour stark angespannt. So kommunizierten sie bald nur noch über Anwälte miteinander.

## Setlist
- 1. „Sword In The Stone Introduction“
- 2. „Wanna Be Startin’ Somethin’“
- 3. „Things I Do for You“
- 4. „Off the Wall“
- 5. „Ben“/„Human Nature“
- 6. „This Place Hotel (a.k.a. Heartbreak Hotel)“
- 7. „She’s Out of My Life“
- 8. Jermaine-Jackson-Medley
  - „Let’s Get Serious“
  - „You Like Me, Don’t You?“
  - „Tell Me I’m Not Dreamin’ (Too Good to Be True)“ (mit Michael)
- 9. Jackson-5-Medley
  - „I Want You Back“
  - „The Love You Save“
  - „I’ll Be There“
- 10. „Rock with You“
- 11. „Lovely One“
- 12. „Workin’ Day and Night“
- 13. „Beat It“ (mit Eddie Van Halen, nur bei den Konzerten in Dallas gespielt)
- 14. „Billie Jean“
- 15. „Shake Your Body (Down to the Ground)“ (mit einer Einlage von „Don’t Stop ’til You Get Enough“)

## Tourdaten
- 6. Juli 1984 Arrowhead Stadium – Kansas City, Missouri, USA – 45.000 Zuschauer
- 7. Juli 1984 Arrowhead Stadium – Kansas City, Missouri, USA – 45.000
- 8. Juli 1984 Arrowhead Stadium – Kansas City, Missouri, USA – 45.000
- 13. Juli 1984 Texas Stadium – Dallas, Texas, USA – 40.000
- 14. Juli 1984 Texas Stadium – Dallas, Texas, USA – 40.000
- 15. Juli 1984 Texas Stadium – Dallas, Texas, USA – 40.000
- 21. Juli 1984 Gator Bowl Stadium – Jacksonville, Florida, USA – 45.000
- 22. Juli 1984 Gator Bowl Stadium – Jacksonville, Florida, USA – 45.000
- 23. Juli 1984 Gator Bowl Stadium – Jacksonville, Florida, USA – 45.000
- 29. Juli 1984 Giants Stadium – East Rutherford, New Jersey, USA – 44.282
- 30. Juli 1984 Giants Stadium – East Rutherford, New Jersey, USA – 44.282
- 31. Juli 1984 Giants Stadium – East Rutherford, New Jersey, USA – 44.282
- 4. August 1984 Madison Square Garden – New York City, New York, USA – 17.000
- 5. August 1984 Madison Square Garden – New York City, New York, USA – 17.000
- 7. August 1984 Neyland Stadium – Knoxville, Tennessee, USA – 48.783
- 8. August 1984 Neyland Stadium – Knoxville, Tennessee, USA – 48.783
- 9. August 1984 Neyland Stadium – Knoxville, Tennessee, USA – 48.783
- 17. August 1984 Pontiac Silverdome – Detroit, Michigan, USA – 47.900
- 18. August 1984 Pontiac Silverdome – Detroit, Michigan, USA – 47.900
- 19. August 1984 Pontiac Silverdome – Detroit, Michigan, USA – 47.900
- 25. August 1984 Rich Stadium – Buffalo, New York, USA – 47.000
- 26. August 1984 Rich Stadium – Buffalo, New York, USA – 47.000
- 1. September 1984 JFK Stadium – Philadelphia, Pennsylvania, USA – 60.000
- 2. September 1984 JFK Stadium – Philadelphia, Pennsylvania, USA – 60.000
- 7. September 1984 Mile High Stadium – Denver, Colorado, USA – 54.000
- 8. September 1984 Mile High Stadium – Denver, Colorado, USA – 51.000
- 17. September 1984 Olympic Stadium – Montreal, Québec, Kanada – 40.000
- 18. September 1984 Olympic Stadium – Montreal, Quebec, Kanada – 40.000
- 21. September 1984 RFK Stadium – Washington, D.C., USA – 45.000
- 22. September 1984 RFK Stadium – Washington, D.C., USA – 45.000
- 28. September 1984 JFK Stadium – Philadelphia, Pennsylvania, USA – 60.000
- 29. September 1984 JFK Stadium – Philadelphia, Pennsylvania, USA – 60.000
- 5. Oktober 1984 Canadian National Exhibition Stadium – Toronto, Ontario, Kanada – 35.000
- 6. Oktober 1984 Canadian National Exhibition Stadium – Toronto, Ontario, Kanada – 35.000
- 7. Oktober 1984 Canadian National Exhibition Stadium – Toronto, Ontario, Kanada – 35.000
- 12. Oktober 1984 Comiskey Park – Chicago, Illinois, USA – 40.000
- 13. Oktober 1984 Comiskey Park – Chicago, Illinois, USA – 40.000
- 14. Oktober 1984 Comiskey Park – Chicago, Illinois, USA – 40.000
- 19. Oktober 1984 Municipal Stadium – Cleveland, Ohio, USA – 50.000
- 20. Oktober 1984 Municipal Stadium – Cleveland, Ohio, USA – 44.000
- 29. Oktober 1984 Fulton County Stadium – Atlanta, Georgia, USA – 31.000
- 30. Oktober 1984 Fulton County Stadium – Atlanta, Georgia, USA – 30.000
- 2. November 1984 Orange Bowl – Miami, Florida, USA – 68.000
- 3. November 1984 Orange Bowl – Miami, Florida, USA – 66.000
- 9. November 1984 Astrodome – Houston, Texas, USA – 40.000
- 10. November 1984 Astrodome – Houston, Texas, USA – 40.000
- 16. November 1984 BC Place Stadium – Vancouver, British Columbia, Kanada – 42.000
- 17. November 1984 BC Place Stadium – Vancouver, British Columbia, Kanada – 42.000
- 18. November 1984 BC Place Stadium – Vancouver, British Columbia, Kanada – 42.000
- 30. November 1984 Dodger Stadium – Los Angeles, Kalifornien, USA – 55.000
- 1. Dezember 1984 Dodger Stadium – Los Angeles, Kalifornien, USA – 55.000
- 2. Dezember 1984 Dodger Stadium – Los Angeles, Kalifornien, USA – 55.000
- 7. Dezember 1984 Dodger Stadium – Los Angeles, Kalifornien, USA – 55.000
- 8. Dezember 1984 Dodger Stadium – Los Angeles, Kalifornien, USA – 55.000
- 9. Dezember 1984 Dodger Stadium – Los Angeles, Kalifornien, USA – 55.000